# Хранитель времени (роман)
Хранитель времени (Neverness) — роман американского фантаста Дэвида Зинделла, первый роман тетралогии «Реквием по Homo Sapiens». Опубликован в 1988 году. Переведён на русский язык в 2001 году.
В книге описывается общество далёкого будущего, когда человечество расселилось по всей Галактике. Невернес — небывалый город, в котором происходит действие, является научным и культурным её центром. Специальная организация — орден — готовит лучших специалистов в Галактике по всем дисциплинам, в частности пилотов космических кораблей, которые за относительно короткий промежуток времени могут перемещаться от звезды к звезде. Один из талантливейших молодых пилотов — Мэллори Рингесс — дал зарок исследовать место, где до него уже погибли многие. С этого начинается цепь событий, перевернувших всю историю этого мира.

## Орден Мистических Математиков и Других Искателей Несказанного Пламени
Данный орден является ключевым фоновым объектом в произведении и вокруг его специальностей, функционирования, интриг построены все действия, происходящие с Мэллори Рингессом и другими героями.

### История Ордена
Так называемый Орден учёных был сначала основан на ледяной планете Аркит незадолго до времени расширения бога Эде. Дата основания ордена — первый год в его Календаре. Он был основан Келькемешем, известным также как Рован Мадеус или хранитель времени. Ученик фраваши Омар Нараяма получил много новых идей, которые привели к уничтожению ордена учёных, и привели к разработке универсального синтаксиса, который позволил холизму проникнуть в науку и заместить собой её. Орден учёных стал новым орденом, который переместился в Невернесс на планете Ледопад 20 лет спустя.

### Специальности ордена
Выпускники ордена получают одну из специальностей. Выбравшие для изучения одну из специальностей студенты старшекурсники носят форму цвета, соответствующего этой специальности. Студенты младших курсов носят форму серого цвета.
- Пилоты могут манипулировать «мультиплексом», используя математические теоремы и технологии кораблей. Они деформируют время, во время своих перемещений в космическом пространстве, ускоряя или замедляя своё сознание. Пилоты носят форму черного цвета.
- Цефики — программисты, оперирующие природой, функциональностью и принципами работы сознания. Их трудная и довольно спорная наука, основанная на давних исследовательских традициях, создала несколько сложных и специфических дисциплин, таких как чтение человеческих эмоций и мыслей по лицу и прогноз происходящих процессов в сознании и подсознании. Существует обросшая предрассудками и суевериями ветвь цефиков, называемая кибер-шаманы, носящие под своим черепом интерфейс для полной интеграции с компьютером. Существует много различных сект цефиков и был момент, когда они образовали свой собственный орден. Цефики носят форму оранжевого цвета.
- Скраеры — когда у скаеров удаляют глаза, они становятся способными видеть возможные события в будущем. Они обычно изъясняются недоговорками и запутанными фразами, что порождает соответствующее отношение к ним. Скраеры носят форму жемчужно-белого цвета.
- Мнемоники — «скраеры наоборот». Многие считают, что это одна базовая дисциплина, но на самом деле она разбита на множество направлений. Кто-то может помнить только ранние собственные воспоминания, кто-то помнит воспоминания своих предков, или даже создателя вселенной. Форма мнемоников — коричневая.
- Акашики — в то время как цефики изучают процессы, происходящие в сознании, и принципы его искусственного программирования, акашики изучают, какая информация накоплена в человеческом мозге. Используя компьютеры, они создают голограммы человеческого мозга и получают информацию, которую надо извлечь. Акашики носят жёлтую форму.
- Горологи ассоциируются с устройствами по измерению точного времени. Хранитель времени, глава ордена более 2000 лет, всегда выбирался (тайно) из главы горологов. Горологи носят форму красного цвета.
- Механики посвящают себя изучению основ физики и инженерных дисциплин. Они ответственны за реализацию технологического прогресса. Механики, как и программисты, отвечают за конструкцию и создание лёгких кораблей пилотов. Их форма — зелёная.
- Эсхатологи посвятили себя изучению галактических богов, таких как твердь, и изучают, события, проходящие через галактическую историю, указывающие на предназначение человека и его цели. В своих изысканиях они также классифицируют других существ, которые продвинулись по направлению к божественности.
- Холисты — люди, изучающие «шестое чувство людей» — холизм, создающий связи между всеми вещами и утверждающие, что сущность любой вещи находится везде. Они должным образом вовлечены в изучение универсального синтаксиса.
- Экологи — люди, изучающие жизнь, и связанные с ней объекты.
- Программисты — те, кто изучают дисциплины управления информацией. Они программируют охраняющих роботов, а также электронные нейроны, имеющиеся в различных компьютерах и других технических средствах. Их искусственные нейронные сети создаются путём выращивания алмазоподобных кристаллов в сложных микросхемах, используемых почти во всей электроники данного времени (и особенно в лёгких кораблях пилотов).
- Канторы — те, кто посвятил себя изучению чистой математики для её развития. Их форма — серая.
- Историки — те, кто посвятил себя изучению истории.

### Примеры культов и профессий, расположенные поблизости от ордена
- Импринтеры — хотя все импринтеры также акашики — это знание считается менее престижным. Они могут загрузить знание напрямую в память — то есть произвести «импринтинг».
- Резчики — те, кто изменяют тела людей с различными целями. Резчик, достигший вершин мастерства, может превратить человека в алалоя.
- Аутисты — те, кто верят, что реальный мир является большой мечтой, малой реальностью, тогда, как то, что находится в их воображении — это «реальная реальность».
- Фантасты — подобно аутистам, фантасты работают в сфере иллюзий и мечтаний, однако способны лучше контактировать с окружающим миром.